# Пензель

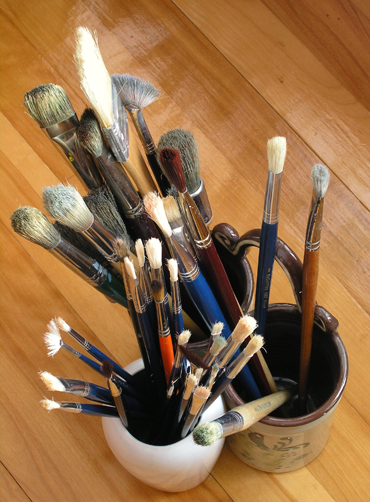
Художні пензлі

Пе́нзель, зменш. пе́нзлик (від сер.-в.-нім. pensel через пол. pędzel) — ручний інструмент у вигляді закріплених у тримачі пучка волосків, що ним користуються маляри, живописці, візажисти тощо для нанесення на поверхні фарби, клею, лаку, декоративних косметичних засобів. Залежно від призначення пензлі виготовляються різних видів, форм, розмірів, з різноманітних матеріалів природного і штучного походження.

## Будова
Пензель складається з волосяного пучка, металевої обойми та дерев'яної ручки. Для його виготовлення застосовуються знежирені та прожарені волосся або шерсть тварин, або синтетичні волокна. На властивості пензля впливає жорсткість пучка, загостреність або розпушеність ворсинок.
Пензлі для живопису переважно виготовляються з волосся та шерсті: білки, піщанки, колонка, свині, борсука, ведмедя. Залежно від матеріалу, пензлі мають різну форму. Наприклад, білячі пензлі виробляють тільки круглими в перетині. Ознакою якості пензля є здатність пучка відновлювати форму після змочування та згинання.
Матеріалом для ручки слугують дерево, метал або пластмаса. Пучок поєднується з ручкою за допомогою металевої обойми, форма якої задає бажану форму пучка і особливості використання пензля.
Для захисту волосяного пучка, коли пензель не використовується, слугує пластикова трубка — протектор.

## Класифікація

### Пензлі для малювання
За жорсткістю матеріалу пучка, пензлі поділяються на жорсткі (щетинні) та м'які. За формою — на плоскі, круглі, загострені та тупі. За довжиною волосу — короткі та довгі. За шириною — широкі та вузькі. Плоский м'який пензель з хребтової щетини тварини називається флейцем. Інструмент, який має волосяний пучок, але містить в ручці резервуар з водою — це аквапензель.
Розміри пензлів позначають цифрами на ручці. Вони починаються від найтонших 000, і в міру ширшання, позначаються 00, 0, 1, 2 і т. д. Найширшими зазвичай є 10. Не існує єдиної класифікації пензлів за шириною, тому той самий номер у різних виробників може відрізнятися. Фактична ширина пензлів іноді додатково вказується в дюймах або міліметрах.
Ще одним критерієм класифікації пензлів є форма ручки: випукла, квадратна, коротка, довга, «бобровий хвіст», «щурячий хвіст».

### Пензлі для фарбування

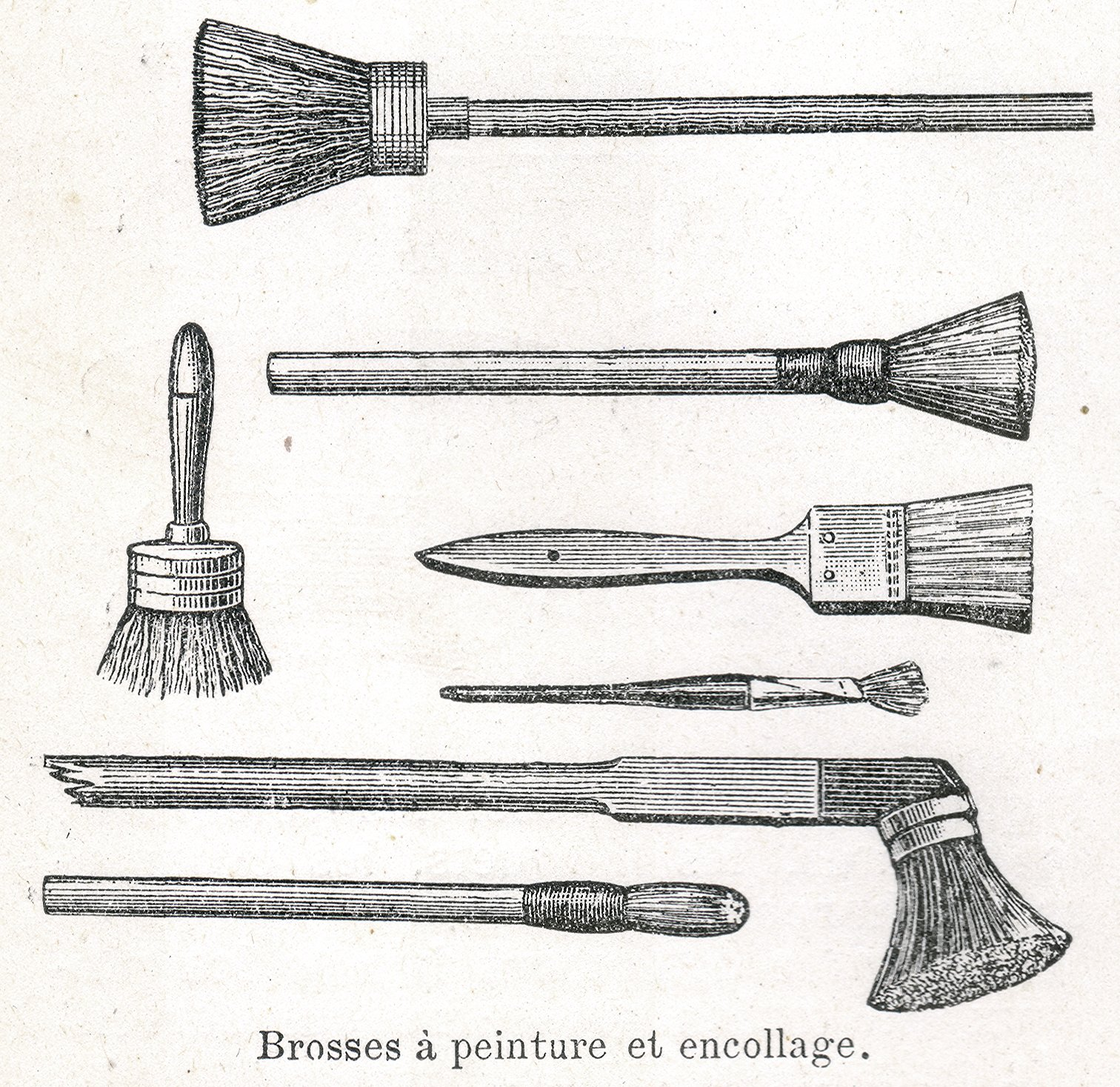
Пензлі для фарбування

Пензлі для фарбування використовуються малярами. Ними здійснюються всі види обробних робіт: фарбування поверхонь, нанесення шпаклювальних, ґрунтувальних, клейових сумішей. Поряд з пензлями, для цих операцій застосовується й інший інструмент — наприклад, валики і фарбопульти. Щетина фарбувальних пензлів може бути натуральною або штучною.
| Фото | Назва                                  | Опис |
| ---- | -------------------------------------- | --- |
|      | Флейцовий пензель                      | Плаский пензель з високоякісної щетини. Його використовують для остаточного доведення пофарбованих поверхонь, але ним також можна фарбувати невеличкі ділянки |
|      | Пензель-макловиця                      | |
|      | Торцевий пензель (торцівка)            | Має вигляд щітки з короткою щетиною, з прикріпленою перпендикулярно ручкою. Основне призначення — надання свіжефарбованій поверхні зернистої фактури          |
|      | Плаский пензель                        | |
|      | Фільонковий пензель                    | |
|      | Прямий пензель для труб і радіаторів   | |
|      | Вигнутий пензель для труб і радіаторів | |

## Пензель як символ
Пензель — символ мистецтва і зокрема малювання. Також — письма, а тому навчання й мудрості. Пензель на особистому гербі вказує, що власник герба художник або митець.